# II. třída okresu Klatovy
 II. třída okresu Klatovy (okresní přebor II. třídy) tvoří s ostatními skupinami II. třídy osmou nejvyšší fotbalovou soutěž v České republice. Hraje se každý rok od léta do jara se zimní přestávkou. Na konci ročníku nejlepší dva týmy postupují do I. B třídy Plzeňského kraje (do skupiny B) a dva nejhorší týmy sestoupí do III. třídy okresu Klatovy.

## Vítězové
| Ročník    | Vítězný tým                           |
| --------- | ------------------------------------- |
| 1989/1990 | TJ Svatobor Hrádek                    |
| 1990/91   | TJ Sokol Mochtín                      |
| 1991/92   | SK Kovodružstvo Strážov               |
| 1992/93   | TJ Klatovy „B“                        |
| 1993/94   | TJ Tatran Dlouhá Ves                  |
| 1994/95   | TJ Start Luby                         |
| 1995/96   | FK Horažďovice                        |
| 1996/97   | TJ Tatran Velké Hydčice               |
| 1997/98   | TJ Sokol Měčín                        |
| 1998/99   | TJ Sokol Hradešice                    |
| 1999/00   | TJ Tatran Dlouhá Ves                  |
| 2000/01   | TJ Klatovy „B“                        |
| 2001/02   | TJ Svatobor Hrádek                    |
| 2002/03   | TJ Sušice                             |
| 2003/04   | TJ Žichovice                          |
| 2004/05   | FJ SRK Železná Ruda                   |
| 2005/06   | TJ Bezděkov                           |
| 2006/07   | TJ Sokol Pačejov                      |
| 2007/08   | FK Svéradice                          |
| 2008/09   | TJ Sokol Měčín                        |
| 2009/10   | TJ Svatobor Hrádek                    |
| 2010/11   | TJ Žichovice                          |
| 2011/12   | TJ Tatran Dlouhá Ves                  |
| 2012/13   | FK Horažďovice „B“                    |
| 2013/14   | TJ Haas Chanovice                     |
| 2014/15   | TJ Svatobor Hrádek                    |
| 2015/16   | SK Klatovy 1898 „B“                   |
| 2016/17   | TJ Sokol Vrhaveč                      |
| 2017/18   | TJ Sokol Měčín                        |
| 2018/19   | SK Bolešiny                           |
| 2019/20   | Zrušeno z důvodu pandemie koronaviru. |
| 2020/21   | Zrušeno z důvodu pandemie koronaviru. |
| 2021/22   | SK Kovo Strážov                       |
| 2022/23   | FC Švihov                             |
| 2023/24   | TJ Sokol Hradešice                    |